# Sylvain Fridelance
Sylvain Fridelance (* 14. Juli 1995 in Saint-Barthélemy) ist ein Schweizer Duathlet und Triathlet.

## Werdegang
Sylvain Fridelance ist das jüngste von vier Geschwistern. Auch sein älterer Bruder Valentin (* 1991) ist als Triathlet aktiv.
Sylvain Fridelance holte sich 2006 seinen ersten Titel als Schweizermeister. Er startet seit 2010 im Schweizer Nationalkader und ist seit 2015 als Profi-Athlet aktiv.
2017 wurde er im Triathlon Vizeeuropameister in der Altersklasse U23.
Im Juli 2018 wurde Fridelance Schweizermeister Triathlon (Sprintdistanz) und im August gewann er in Glasgow bei der Europameisterschaft mit der Schweizer Staffel (Mixed Relay) die Silbermedaille.
In der Weltmeisterschaft-Rennserie 2018 belegte der 23-jährige Waadtländer im September als zweitbester Schweizer den 42. Rang hinter Andrea Salvisberg (Rang 36).

## Auszeichnungen
- 2017 wurde er bei den Swiss Triathlon Awards nominiert als «Athlete of the Year».[3]

## Sportliche Erfolge
| Datum/Jahr    | Rang | Wettbewerb                                                 | Austragungsort | Zeit     | Bemerkung                                                               |
| ------------- | ---- | ---------------------------------------------------------- | -------------- | -------- | ----------------------------------------------------------------------- |
| 5. Juli 2025  | 17   | ITU Triathlon World Cup                                    | Tiszaujvaros   | 00:53:21 |                                                                         |
| 5. Aug. 2024  | 7    | Olympische Sommerspiele 2024, Mixed Relay                  | Paris          | 01:27:16 | in der gemischten Staffel mit Max Studer, Julie Derron und Cathia Schär |
| 13. Juli 2024 | 21   | ITU World Championship Series 2024                         | Hamburg        | 00:51:13 |                                                                         |
| 13. Mai 2023  | 18   | ITU World Championship Series 2023                         | Yokohama       | 01:43:34 |                                                                         |
| 3. März 2023  | 17   | ITU World Championship Series 2023                         | Abu Dhabi      | 00:53:41 |                                                                         |
| 12. Aug. 2022 | 36   | ETU Triathlon European Championship                        | München        | 01:45:45 | Europameisterschaft auf der olympischen Distanz                         |
| 18. Sep. 2021 | 16   | ITU World Championship Series 2021                         | Hamburg        | 00:53:43 | Sprintdistanz (750 m Schwimmen, 20 km Radfahren und 5 km Laufen)        |
| 6. Okt. 2019  | 2    | ETU Sprint Triathlon European Cup                          | Alanya         | 00:54:41 |                                                                         |
| 11. Aug. 2018 | 2    | ETU Triathlon European Championship Mixed Relay            | Glasgow        | 00:18:49 | im Team mit Lisa Berger, Nicola Spirig und Andrea Salvisberg            |
| 1. Juli 2018  | 1    | Schweizer Meisterschaften Triathlon Sprintdistanz          | Seedorf        | 00:52:40 |                                                                         |
| 5. Aug. 2017  | 2    | ETU Triathlon European Championship U23                    | Velence        | 01:01:55 | Vizeeuropameister U23 Triathlon                                         |
| 2. Juli 2017  | 5    | ETU Triathlon European Cup and Mediterranean Championships | Altafulla      | 00:57:55 | hinter dem Spanier Uxío Abuín Ares                                      |
| 29. Aug. 2015 | 5    | Schweizer Meisterschaften Triathlon Sprintdistanz          | Uster          | 00:44:02 | beim Uster Triathlon; hinter Sven Riederer                              |
| 4. Aug. 2013  | 2    | Schweizer Triathlon-Meisterschaft Junioren                 | Nyon           | 01:05:06 | Schweizer Vizemeister Junioren, hinter Adrien Briffod                   |

| Datum/Jahr   | Rang | Wettbewerb                         | Austragungsort | Zeit     | Bemerkung |
| ------------ | ---- | ---------------------------------- | -------------- | -------- | --- |
| 17. Mai 2015 | 4    | Schweizer Duathlon-Meisterschaften | Zofingen       | 01:32:50 | Schweizermeisterschaft beim Intervall-Duathlon (4 km Laufen, 16 km Radfahren, 4 km Laufen, 16 km Radfahren, 4 km Laufen) |

(DNF – Did Not Finish)